# Kirche Beerwalde (Erlau)

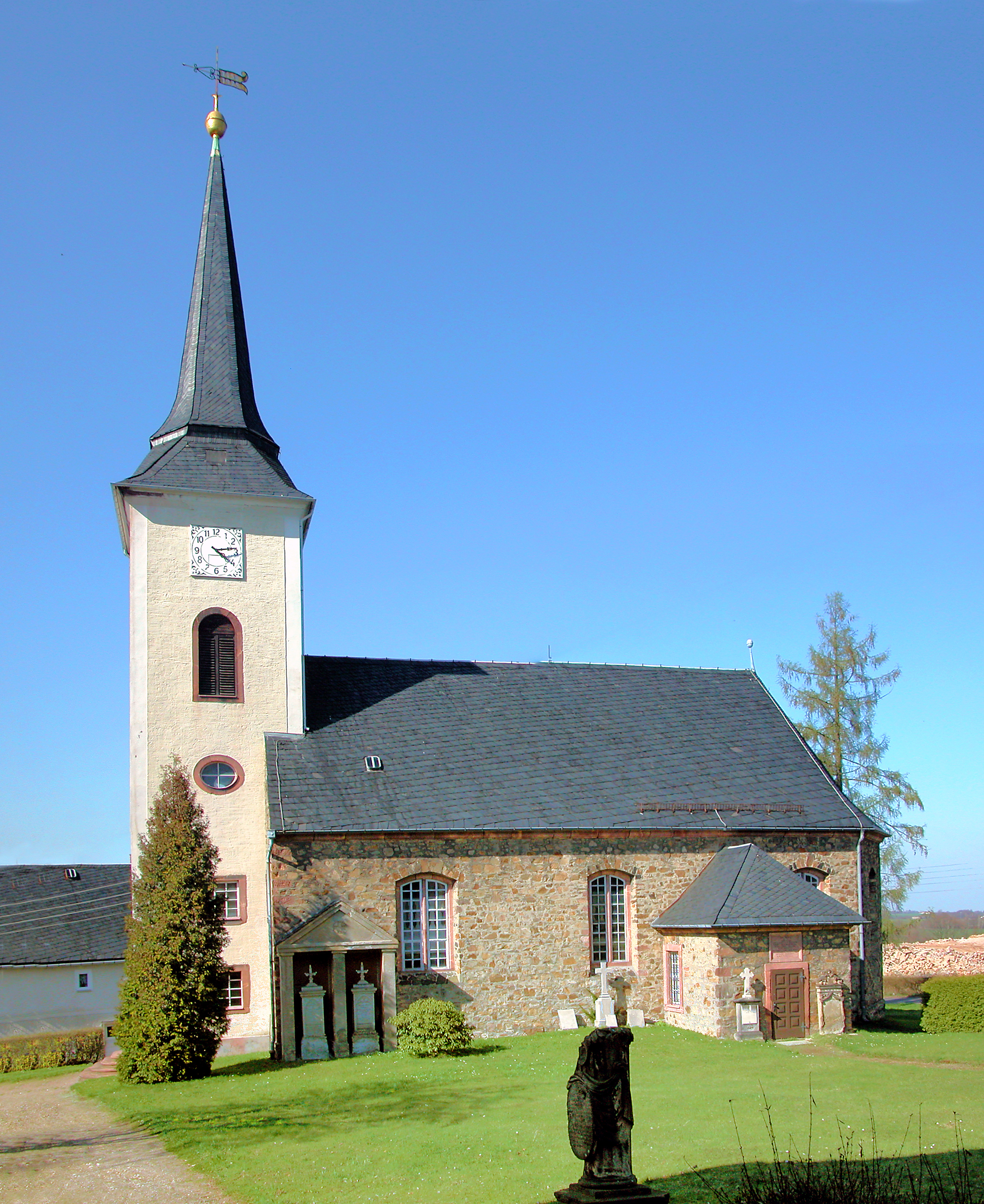
Dorfkirche Beerwalde (Erlau)

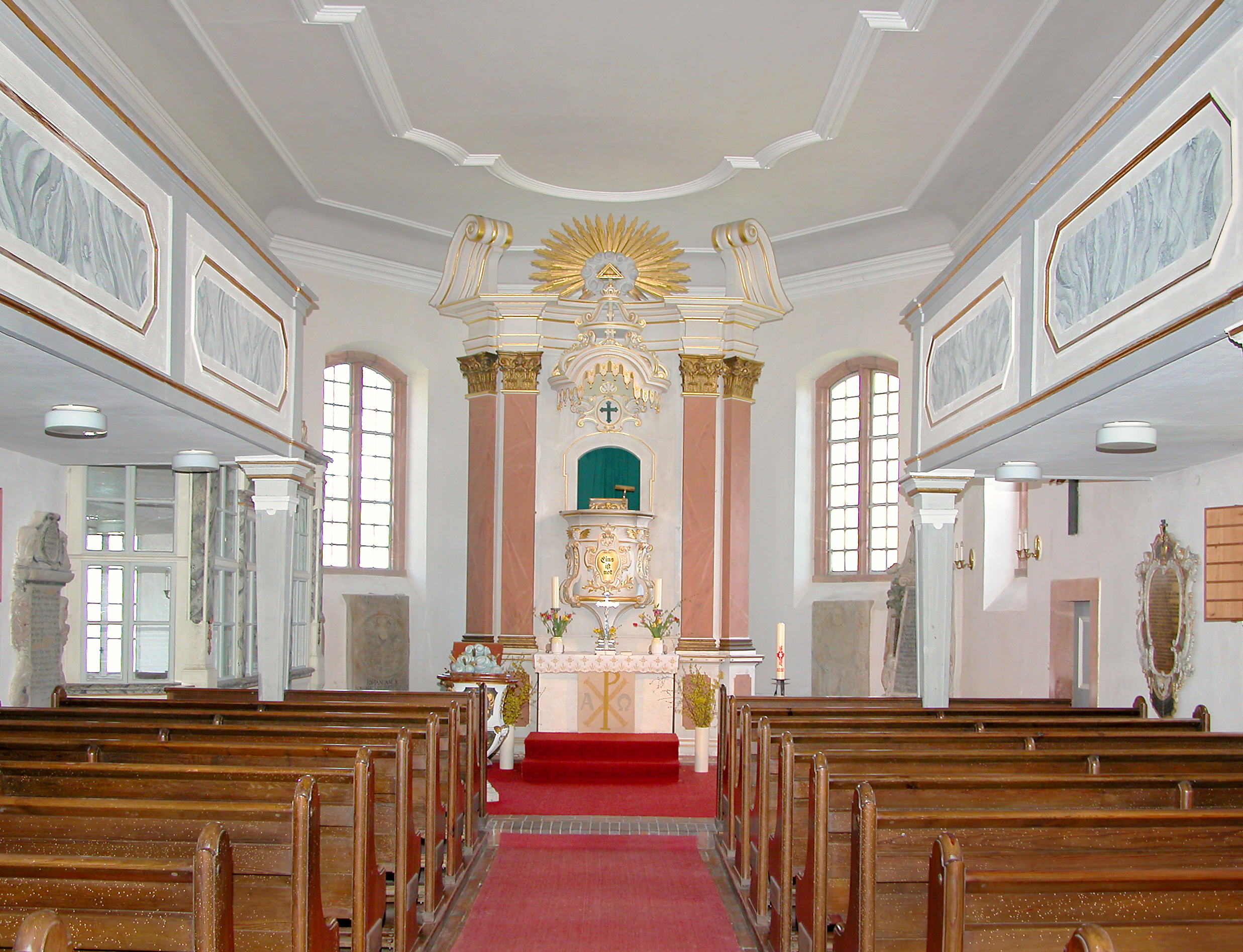
Innenansicht mit Altar und Kanzel

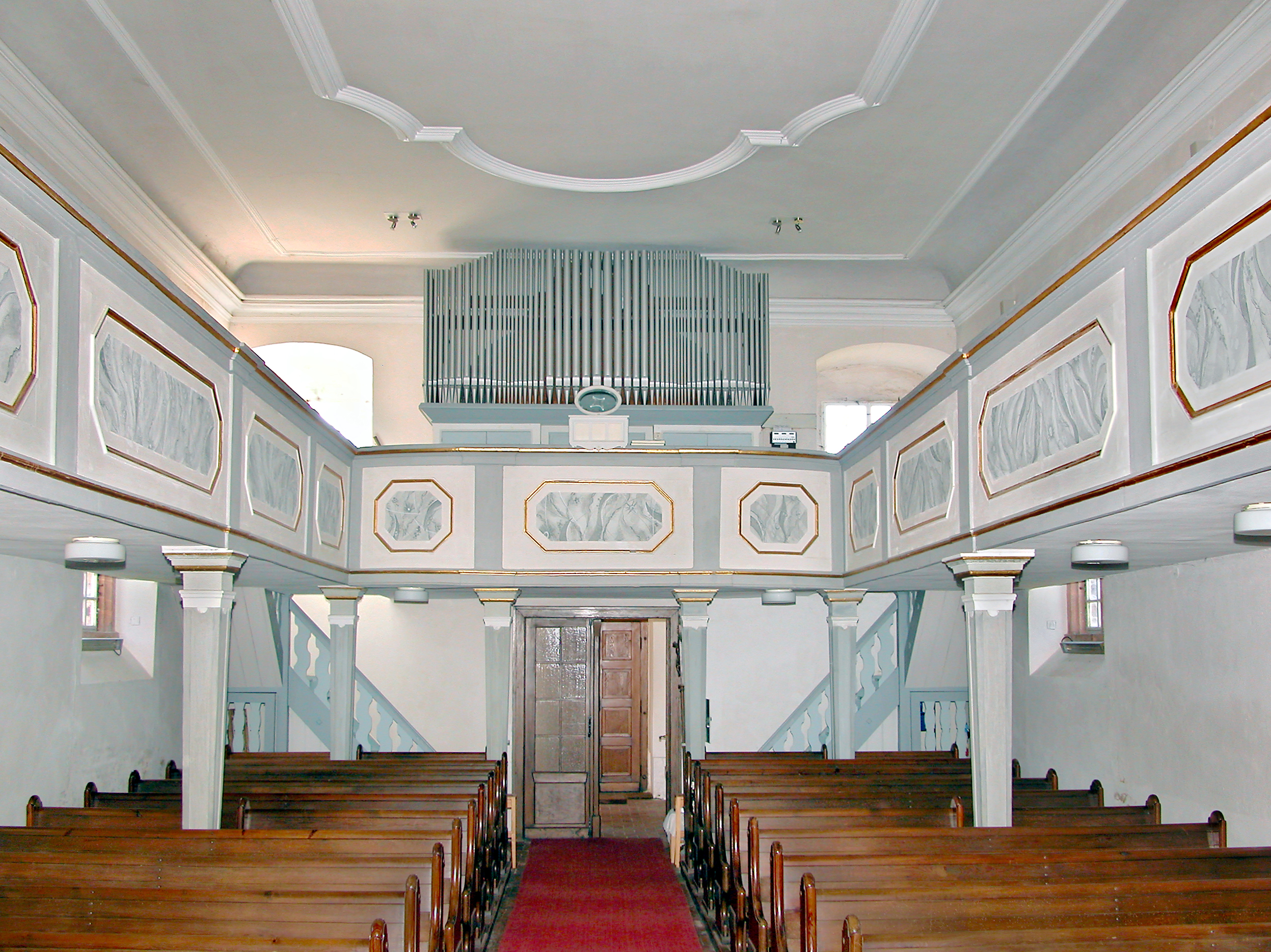
Innenansicht zur Orgel

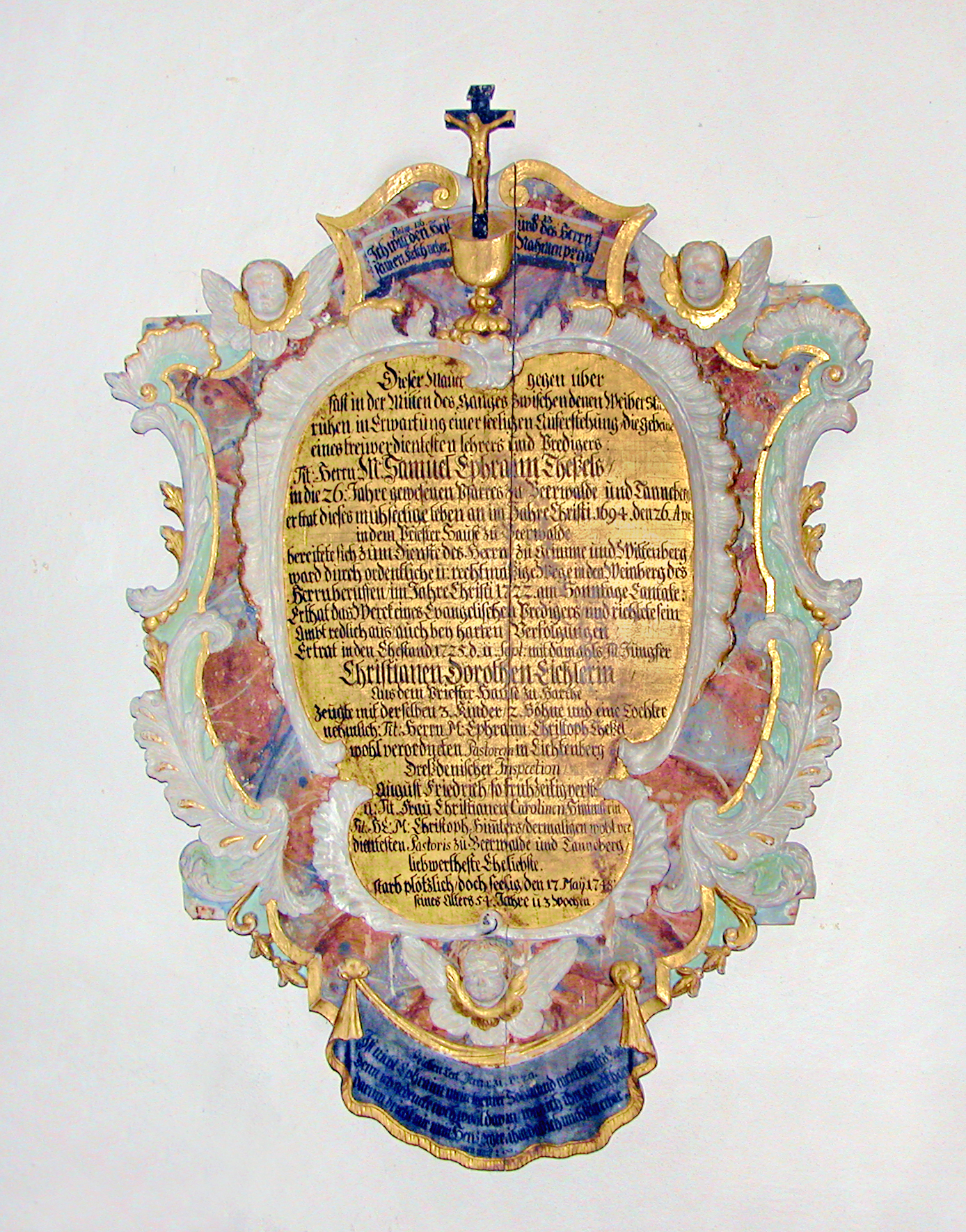
Epitaph Samuel Ephraim Thessels

Die evangelische Kirche Beerwalde ist eine barocke Saalkirche im Ortsteil Beerwalde von Erlau im Landkreis Mittelsachsen in Sachsen. Sie gehört zur Kirchengemeinde Beerwalde im Kirchenbezirk Leisnig-Oschatz der Evangelisch-Lutherischen Landeskirche Sachsens.

## Geschichte und Architektur
Die an einem Hang stehende schlichte barocke Saalkirche wurde möglicherweise nach Plänen von David Schatz im Jahr 1738 erbaut. Restaurierungen erfolgten im Jahr 1895, wobei der Eingang nach Westen verlegt wurde, im Jahr 1927 im Innern, danach im Jahr 1975, wobei die Herrschaftsloge eingebaut wurde, und 1982 im Innern. Das Bauwerk ist ein Bruchsteinbau mit dreiseitigem Chorschluss und Anbauten an der Nord- und Südseite; das Innere wird durch Segmentbogenfenster erhellt. Ein leicht eingestellter, viergeschossiger, verputzter Turm mit Porphyrgliederungen und einem achtseitigen Helm als Abschluss akzentuiert das Bauwerk.
Der Innenraum ist mit einer Stuckdecke über einer kräftigen Kehlung geschlossen. Eingeschossige Holzemporen an drei Seiten umgeben den Raum, an der Nordseite ist eine Herrschaftsloge eingebaut, die im Jahr 1975 aus der devastierten Kirche in Cröbern im Kreis Leipziger Land hierher versetzt wurde.

## Ausstattung
Das Hauptstück der Ausstattung ist ein klar gegliederter hölzerner Kanzelaltar aus der Erbauungszeit, der mit zweit abgewinkelt zueinander stehenden Pilasterpaaren gestaltet ist, die ein verkröpftes Gebälk tragen; darauf ist ein gesprengter Giebel angeordnet. Über der mit Ranken und Puttenköpfen verzierten Kanzel ist der Schalldeckel mit Lambrequins angebracht, der von einem Strahlenkranz bekrönt ist. Die kelchförmige viereckige Holztaufe mit der Jahreszahl 1740 ist mit Festons, Kartuschen und Akanthus geschmückt und mit Bibelsprüchen an der Kuppa versehen; der Deckel ist zugleich auch das Lesepult und mit Wolken und kleinen Putten versehen. Ein stehender Taufengel aus Holz stammt aus der Mitte des 18. Jahrhunderts. Das fein gestaltete Kruzifix aus Holz ist ein Werk aus der Mitte des 18. Jahrhunderts.
Mehrere künstlerisch wertvolle Grabdenkmäler wurden gesetzt
- für Loth von Ponickau († 1574), aus Sandstein mit einer ganzfigurigen Reliefdarstellung des Verstorbenen in Rüstung und mit Wappen;
- für Samuel Thessels († 1724) aus teils gefasstem Sandstein, eine obeliskartige Säule mit Inschrift, darüber Kelch und Kruzifix, seitlich unten Kartuschen, darüber Friedenspalmen, das Ganze hinterfangen von einer Draperie;
- für Samuel Ephraim Thessels († 1748) aus gefasstem Holz, mit kartuschenförmiger, leicht gewölbter Schrifttafel, die von Ranken und von Engelsköpfen und einem bekrönenden Kruzifix gerahmt wird.

Die Orgel ist ein mehrfach überarbeitetes Werk von Richard Kreutzbach aus dem Jahr 1895 mit 13 Registern auf zwei Manualen und Pedal.